# Burajda
Burajda (arabsky بريدة) je saúdskoarabské město. Je hlavním a nejlidnatějším městem Provincie al-Qassím, když v roce 2022 mělo 571 tisíc obyvatel. Významné je zejména pro zemědělskou produkci, která je kolem města na poměry Saúdské Arábie velmi hojně rozšířena. Panuje zde teplé pouštní podnebí. 
| Rok  | Pop.    |
| ---- | ------- |
| 1888 | 10 000  |
| 1935 | 35 000  |
| 1960 | 45 000  |
| 1970 | 56 000  |
| 1972 | 60 000  |
| 1974 | 69 000  |
| 1992 | 248 000 |
| 2004 | 505 000 |
| 2010 | 614 093 |

## Sport
V městě působí dva fotbalové kluby Al Raed FC a Al Taawoun FC.